# Teodolinda
A Teodolinda egy germán eredetű női névnek a latinos ill. olaszos formája, jelentése: nép + hársfából készült pajzs.

## Gyakorisága
Az 1990-es években szórványos név, a 2000-es években nem szerepel a 100 leggyakoribb női név között.

## Névnapok
- január 22.[2]
- február 11.[2]